# توم أندرسون (سياسي)
توم أندرسون (بالإنجليزية: Tom Anderson)‏ هو شخصية أعمال وسياسي أمريكي، ولد في 4 أغسطس 1967 في أنكوريج في الولايات المتحدة. حزبياً، نشط في الحزب الجمهوري. وقد انتخب عضو مجلس نواب ألاسكا.

## الحياة التشريعية

### الدورة الـثالثة والعشرون لولاية الاسكا التشريعية
في عام 2002 استطاع اندرسون كممثل للجمهوريين من هزيمة أوين كاري في Alaska House District 19 ، والتي تغطي منطقة ملدون في أنكوريج. حيث هزمها في انتخابات 5 نوفمبر .
أدى أندرسون اليمين الدستورية في عاصمة الولاية في جونو كعضو في المجلس التشريعي لولاية ألاسكا بدورتها الثالثة والعشرين في يوم 21 يناير 2003.
فشغل أندرسون منصب رئيس لجنة العمل والتجارة في مجلس النواب ونائب رئيس اللجنة القضائية كذلك . وكان أيضًا عضوًا في لجان مجلس النواب للشؤون المجتمعية والإقليمية ومراجعة اللوائح الإدارية، واللجان الفرعية المالية في لجان الإدارة، والإصلاحيات، والسلامة العامة، والإيرادات،
خلال الجلسة التشريعية الأولى في عام 2003 ، دافع أندرسون عن مشروع قانون مجلس النواب رقم 49 ، والذي شارك في رعايته، لتوسيع قاعدة بيانات الحمض النووي للولاية عن طريق طلب عينات من الحمض النووي من جميع المجرمين المدانين ؛ أي شخص أدين بجناية أو جنحة ضد شخص، مثل الاعتداء ؛ وأي شخص أدين بارتكاب جريمة جنحة. حيث تم أخذ العينات من الاشخاص المدانين وسط قبول كبير من الحزبين .
و في الدورة التشريعية الثانية في عام 2004 ، كان أندرسون راعيًا لمجلس النواب لمشروع قانون «قرض يوم الدفع» لتنظيم قروض قصيرة الأجل وعالية الفائدة . ويتهم النقاد بأن القانون الجديد لا ينظم المقترضين بما فيه الكفاية، ولا يزال يسمح لهم بفرض رسوم على قروض يوم الدفع التي بلغت أسعار الفائدة أكثر من 300%

### العمل الاستشاري أثناء وجوده في المجلس التشريعي
واصل أندرسون العمل كمستشار خلال فترة وجوده في المجلس التشريعي. و كان لديه عقد بقيمة 10,000 دولار مع شركة VECO في عام 2003 للتشاور عن شؤون الحكومة المحلية ومجلس المجتمع.
خلال فترة ولايته الأولى كمشرع كان لديه أيضًا عقد استشاري بقيمة 20.000 دولار مع جمعية ألاسكا للهاتف، حيث كان العقد لإسداء المشورة للجمعية بشأن علاقات الأعضاء وللبحث عن سياسات الاتصالات في الولايات الأخرى.
و قال المدير التنفيذي للجمعية أن العقد كان لتثقيف أعضائها حول كيفية أن يكونوا أكثر فاعلية في التعامل مع المشرعين. و بصفته رئيس لجنة العمل والتجارة في مجلس النواب تعامل أندرسون بصفة رسمية مع قضايا الاتصالات السلكية واللاسلكية، لكن أندرسون قال إنه كان حريصًا على تجنب تضارب المصالح ولم يدفع مصالح أصحاب عمله . حصل أندرسون على ما مجموعه 30,000 دولار في الدخل من VECO بين عامي 2003 و 2005.
و قام اندرسون بالتعامل مع لجنة المكاتب العامة وغيرها اثناء ولايته . و في المجموع حصل على 65000 دولار من رسوم الاستشارات الخارجية خلال السنوات الثلاث الأولى في منصبه.
و كمشرع منتهية ولايته، لم يطلب من أندرسون الإبلاغ عن دخله الخارجي لعام 2006.
في عام 2006 ، بعد نهاية الدورة التشريعية العادية لعام 2006 ، سجل اندرسون لدى بلدية Anchorage كضابط ضغط في البلدية وعمل مرة أخرى لفترة وجيزة في Anchorage CHARR في معارضة للتدبير المقترح لتوسيع حظر التدخين في مطاعم Anchorage ومعظم الأماكن المغلقة والمساحات العامة لتغطية الحانات وقاعات البنغو .
في يوليو، تم التعاقد مع أندرسون من قبل جمعية Anchorage Home Builders Association مقابل 2500 دولار شهريًا.
وفي الشهر التالي، أدلى بشهادته أمام جمعية أنكوراج لصالح متجرين أراد وول مارت تشييدهما في منطقته التشريعية. حيث عارض مجلس مجتمع الشمال الشرقي إنشاء المخازن.
في وقت لاحق من عام 2006 ، تم التعاقد مع أندرسون كمدير تنفيذي لمنطقة في وسط المدينة، والتي كانت في ذلك الوقت في طور الإنشاء .